# Saison 1988 de la WTA
Vainqueurs des tournois majeurs
Résultats des tournois de tennis organisés par la WTA en 1988.

## Résumé de la saison
La saison 1988 de la Women's Tennis Association (WTA) est marquée par le cavalier seul de Steffi Graf sur le circuit féminin. L'Allemande, victorieuse de onze tournois, signe un exceptionnel Grand Chelem auquel elle ajoute la médaille d'or olympique à Séoul : la presse parle alors de Golden Slam. Sans rivale, elle est battue seulement trois fois et conclut la saison numéro un mondiale. 
Loin derrière, Martina Navrátilová s'impose à neuf reprises en tournoi, mais déçoit en Grand Chelem avec une seule finale à Wimbledon (perdue 5-7, 6-2, 6-1 face à Graf alors qu'elle menait 7-5, 2-0). Chris Evert, Pam Shriver et Gabriela Sabatini enregistrent chacune quatre succès, dont les Masters pour cette dernière. 
Les Espagnoles Arantxa Sánchez Vicario et Conchita Martínez, seize ans l'une et l'autre, soulèvent chacune le premier trophée de leur prolifique carrière. Monica Seles, quatorze ans, dispute en mars son tout premier match officiel sur le circuit.
En double, la paire Shriver-Navrátilová triomphe à l'Open d'Australie, à Roland-Garros et aux Masters, abandonnant Wimbledon à Graf-Sabatini et l'US Open à Fernández-White.

## Organisation de la saison
Indépendamment des 4 tournois du Grand Chelem (organisés par l'ITF), la saison 1988 de la WTA voit s'instaurer (et jusqu'en 2008), 5 catégories de tournois strictement définies. Soit par ordre d'importance :
- les tournois dits Tier I (2) réunissant les toutes meilleures joueuses,
- puis les tournois Tier II (7),
- les Tier III, Tier IV, Tier V (47)

Les Masters de fin de saison, enfin, alignent les 8 meilleures joueuses de l'année écoulée en simple et les 4 meilleures paires en double.
À ce calendrier s'ajoutent aussi les Jeux olympiques de Séoul et 2 épreuves par équipes nationales : la Coupe de la Fédération et la Wightman Cup.
La saison 1988 compte donc 62 tournois.

## Palmarès

### Simple
| No | Date       | Nom et lieu du tournoi                             | Catégorie     | Dotation    | Surface         | Vainqueure           | Finaliste           | Score         |         |
| -- | ---------- | -------------------------------------------------- | ------------- | ----------- | --------------- | -------------------- | ------------------- | ------------- | ------- |
| 1  | 28/12/1987 | Ariadne Classic, Brisbane                          | Tier V        | 150 000 $   | Gazon (ext.)    | Pam Shriver          | Jana Novotná        | 7-6, 7-6      | Tableau |
| 2  | 04/01/1988 | New South Wales Open, Sydney                       | Tier IV       | 200 000 $   | Gazon (ext.)    | Pam Shriver          | Helena Suková       | 6-2, 6-3      | Tableau |
| 3  | 11/01/1988 | Ford Australian Open, Melbourne                    | G. Chelem     | 711 450 $   | Dur (ext.)      | Steffi Graf          | Chris Evert         | 6-1, 7-63     | Tableau |
| 4  | 25/01/1988 | Nutri-Metics, Auckland                             | Tier V        | 50 000 $    | Dur (ext.)      | Patty Fendick        | Sara Gomer          | 6-3, 7-6      | Tableau |
| 5  | 01/02/1988 | Fernleaf Classic, Wellington                       | Tier V        | 50 000 $    | Dur (ext.)      | Jill Hetherington    | Katrina Adams       | 6-1, 6-1      | Tableau |
| 6  | 08/02/1988 | Virginia Slims of Dallas, Dallas                   | Tier III      | 250 000 $   | Moquette (int.) | Martina Navrátilová  | Pam Shriver         | 6-0, 6-3      | Tableau |
| 7  | 15/02/1988 | Virginia Slims of California, Oakland              | Tier III      | 250 000 $   | Moquette (int.) | Martina Navrátilová  | Larisa Savchenko    | 6-1, 6-2      | Tableau |
| 8  | 22/02/1988 | Virginia Slims of Oklahoma, Oklahoma City          | Tier V        | 100 000 $   | Moquette (int.) | Lori McNeil          | Brenda Schultz      | 6-3, 6-2      | Tableau |
| 9  | 22/02/1988 | Virginia Slims of Washington, Fairfax              | Tier II       | 300 000 $   | Moquette (int.) | Martina Navrátilová  | Pam Shriver         | 6-0, 6-2      | Tableau |
| 10 | 29/02/1988 | Virginia Slims of Kansas, Wichita                  | Tier V        | 100 000 $   | Dur (int.)      | Manuela Maleeva      | Sylvia Hanika       | 7-6, 7-5      | Tableau |
| 11 | 29/02/1988 | US Hard Court Championships, San Antonio           | Tier IV       | 200 000 $   | Dur (ext.)      | Steffi Graf          | Katerina Maleeva    | 6-4, 6-1      | Tableau |
| 12 | 07/03/1988 | Virginia Slims of Florida, Boca Raton              | Tier II       | 300 000 $   | Dur (ext.)      | Gabriela Sabatini    | Steffi Graf         | 2-6, 6-3, 6-1 | Tableau |
| 13 | 14/03/1988 | Lipton International Championships, Miami          | Tier I        | 750 000 $   | Dur (ext.)      | Steffi Graf          | Chris Evert         | 6-4, 6-4      | Tableau |
| 14 | 28/03/1988 | Eckerd Open, Tampa                                 | Tier IV       | 200 000 $   | Terre (ext.)    | Chris Evert          | Arantxa Sánchez     | 7-6, 6-4      | Tableau |
| 15 | 04/04/1988 | Family Circle Cup, Hilton Head                     | Tier II       | 300 000 $   | Terre (ext.)    | Martina Navrátilová  | Gabriela Sabatini   | 6-1, 4-6, 6-4 | Tableau |
| 16 | 11/04/1988 | Suntory Japan Open, Tokyo                          | Tier V        | 100 000 $   | Dur (ext.)      | Patty Fendick        | Stephanie Rehe      | 6-3, 7-5      | Tableau |
| 17 | 11/04/1988 | Bausch & Lomb Championships, Amelia Island         | Tier II       | 300 000 $   | Terre (ext.)    | Martina Navrátilová  | Gabriela Sabatini   | 6-0, 6-2      | Tableau |
| 18 | 18/04/1988 | Taipei International Championships, Taïwan         | Tier V        | 50 000 $    | Moquette (int.) | Stephanie Rehe       | Brenda Schultz      | 6-4, 6-4      | Tableau |
| 19 | 18/04/1988 | Singapore Open, Singapour                          | Tier V        | 50 000 $    | Dur (ext.)      | Monique Javer        | Leila Meskhi        | 7-6, 6-3      | Tableau |
| 20 | 18/04/1988 | Virginia Slims of Houston, Houston                 | Tier III      | 250 000 $   | Terre (ext.)    | Chris Evert          | Martina Navrátilová | 6-0, 6-4      | Tableau |
| 21 | 25/04/1988 | Citta di Taranto, Tarente                          | Tier V        | 50 000 $    | Terre (ext.)    | Helen Kelesi         | Laura Garrone       | 6-1, 6-0      | Tableau |
| 22 | 25/04/1988 | International Championships of Spain, Barcelone    | Tier V        | 50 000 $    | Terre (ext.)    | Neige Dias           | Bettina Fulco       | 6-3, 6-3      | Tableau |
| 23 | 25/04/1988 | Pan Pacific Open, Tokyo                            | Tier III      | 250 000 $   | Moquette (int.) | Pam Shriver          | Helena Suková       | 7-5, 6-1      | Tableau |
| 24 | 02/05/1988 | Italian Open, Rome                                 | Tier IV       | 200 000 $   | Terre (ext.)    | Gabriela Sabatini    | Helen Kelesi        | 6-1, 6-7, 6-1 | Tableau |
| 25 | 09/05/1988 | German Open, Berlin                                | Tier I        | 300 000 $   | Terre (ext.)    | Steffi Graf          | Helena Suková       | 6-3, 6-2      | Tableau |
| 26 | 16/05/1988 | European Open, Genève                              | Tier V        | 100 000 $   | Terre (ext.)    | Barbara Paulus       | Lori McNeil         | 6-4, 5-7, 6-1 | Tableau |
| 27 | 16/05/1988 | Internationaux de Strasbourg, Strasbourg           | Tier V        | 100 000 $   | Terre (ext.)    | Sandra Cecchini      | Judith Wiesner      | 6-3, 6-0      | Tableau |
| 28 | 23/05/1988 | Roland-Garros, Paris                               | G. Chelem     | 1 488 000 $ | Terre (ext.)    | Steffi Graf          | Natasha Zvereva     | 6-0, 6-0      | Tableau |
| 29 | 06/06/1988 | Dow Chemical Classic, Birmingham                   | Tier V        | 150 000 $   | Gazon (ext.)    | Claudia Kohde-Kilsch | Pam Shriver         | 6-2, 6-1      | Tableau |
| 30 | 13/06/1988 | Pilkington Glass Championships, Eastbourne         | Tier III      | 250 000 $   | Gazon (ext.)    | Martina Navrátilová  | Natasha Zvereva     | 6-2, 6-2      | Tableau |
| 31 | 20/06/1988 | The Championships, Wimbledon                       | G. Chelem     | 1 717 085 $ | Gazon (ext.)    | Steffi Graf          | Martina Navrátilová | 5-7, 6-2, 6-1 | Tableau |
| 32 | 04/07/1988 | Volvo Cup, Båstad                                  | Tier V        | 75 000 $    | Terre (ext.)    | Isabel Cueto         | Sandra Cecchini     | 7-5, 6-1      | Tableau |
| 33 | 11/07/1988 | Belgian Open, Bruxelles                            | Tier V        | 75 000 $    | Terre (ext.)    | Arantxa Sánchez      | Raffaella Reggi     | 6-0, 7-5      | Tableau |
| 34 | 11/07/1988 | Nice Open, Nice                                    | Tier V        | 100 000 $   | Terre (ext.)    | Sandra Cecchini      | Nathalie Tauziat    | 7-5, 6-4      | Tableau |
| 35 | 11/07/1988 | Virginia Slims of Newport, Newport (RI)            | Tier IV       | 200 000 $   | Gazon (ext.)    | Lori McNeil          | Barbara Potter      | 6-4, 4-6, 6-3 | Tableau |
| 36 | 18/07/1988 | OTB Open, Schenectady                              | Tier V        | 50 000 $    | Dur (ext.)      | Gretchen Rush        | Terry Phelps        | 7-6, 6-4      | Tableau |
| 37 | 18/07/1988 | Aix-en-Provence, Aix-en-Provence                   | Tier V        | 100 000 $   | Terre (ext.)    | Judith Wiesner       | Sylvia Hanika       | 6-1, 6-2      | Tableau |
| 38 | 25/07/1988 | Northern California Open, Aptos                    | Tier V        | 50 000 $    | Dur (ext.)      | Sara Gomer           | Robin White         | 6-4, 7-5      | Tableau |
| 39 | 25/07/1988 | Citizen Cup, Hambourg                              | Tier IV       | 200 000 $   | Terre (ext.)    | Steffi Graf          | Katerina Maleeva    | 6-4, 6-2      | Tableau |
| 40 | 01/08/1988 | Virginia Slims of San Diego, San Diego             | Tier V        | 100 000 $   | Dur (ext.)      | Stephanie Rehe       | Ann Grossman        | 6-1, 6-1      | Tableau |
| 41 | 01/08/1988 | Athen Greece, Athènes                              | Tier V        | 75 000 $    | Terre (ext.)    | Isabel Cueto         | Laura Golarsa       | 6-0, 6-1      | Tableau |
| 42 | 01/08/1988 | Pringles Light Classic, Cincinnati                 | Tier III      | 250 000 $   | Dur (ext.)      | Barbara Potter       | Helen Kelesi        | 6-2, 6-2      | Tableau |
| 43 | 08/08/1988 | Vitosha The New Otani, Sofia                       | Tier V        | 100 000 $   | Dur (int.)      | Conchita Martínez    | Barbara Paulus      | 6-1, 6-2      | Tableau |
| 44 | 08/08/1988 | Virginia Slims of Los Angeles, Los Angeles         | Tier II       | 300 000 $   | Dur (ext.)      | Chris Evert          | Gabriela Sabatini   | 2-6, 6-1, 6-1 | Tableau |
| 45 | 15/08/1988 | Player’s Canadian Open, Montréal                   | Tier II       | 300 000 $   | Dur (ext.)      | Gabriela Sabatini    | Natasha Zvereva     | 6-1, 6-2      | Tableau |
| 46 | 22/08/1988 | United Jersey Bank Classic, Mahwah                 | Tier IV       | 200 000 $   | Dur (ext.)      | Steffi Graf          | Nathalie Tauziat    | 6-0, 6-1      | Tableau |
| 47 | 29/08/1988 | US Open, Flushing Meadows                          | G. Chelem     | 1 937 333 $ | Dur (ext.)      | Steffi Graf          | Gabriela Sabatini   | 6-3, 3-6, 6-1 | Tableau |
| 48 | 12/09/1988 | Virginia Slims of Arizona, Phoenix                 | Tier V        | 100 000 $   | Dur (ext.)      | Manuela Maleeva      | Dinky Van Rensburg  | 6-3, 4-6, 6-2 | Tableau |
| 49 | 19/09/1988 | Clarins Open, Paris                                | Tier V        | 50 000 $    | Terre (ext.)    | Petra Langrová       | Sandra Wasserman    | 7-6, 6-2      | Tableau |
| 50 | 20/09/1988 | Olympics, Séoul                                    | J. olympiques | NC          | Dur (ext.)      | Steffi Graf          | Gabriela Sabatini   | 6-3, 6-3      | Tableau |
| 51 | 03/10/1988 | Virginia Slims of New Orleans, La Nouvelle-Orléans | Tier III      | 250 000 $   | Dur (ext.)      | Chris Evert          | Anne Smith          | 6-4, 6-1      | Tableau |
| 52 | 10/10/1988 | Honda Classic, San Juan                            | Tier IV       | 75 000 $    | Dur (ext.)      | Anne Minter          | Mercedes Paz        | 2-6, 6-4, 6-3 | Tableau |
| 53 | 10/10/1988 | Porsche Grand Prix, Filderstadt                    | Tier III      | 250 000 $   | Dur (int.)      | Martina Navrátilová  | Chris Evert         | 6-2, 6-3      | Tableau |
| 54 | 17/10/1988 | Virginia Slims of Nashville, Nashville             | Tier V        | 100 000 $   | Dur (int.)      | Susan Sloane         | Beverly Bowes       | 6-3, 6-2      | Tableau |
| 55 | 17/10/1988 | European Indoors, Zurich                           | Tier IV       | 200 000 $   | Moquette (int.) | Pam Shriver          | Manuela Maleeva     | 6-3, 6-4      | Tableau |
| 56 | 24/10/1988 | Virginia Slims of Indianapolis, Indianapolis       | Tier V        | 100 000 $   | Dur (int.)      | Katerina Maleeva     | Zina Garrison       | 6-3, 2-6, 6-2 | Tableau |
| 57 | 25/10/1988 | Brighton International, Brighton                   | Tier III      | 250 000 $   | Moquette (int.) | Steffi Graf          | Manuela Maleeva     | 6-2, 6-0      | Tableau |
| 58 | 31/10/1988 | Virginia Slims of New England, Worcester           | Tier II       | 300 000 $   | Moquette (int.) | Martina Navrátilová  | Natasha Zvereva     | 6-7, 6-4, 6-3 | Tableau |
| 59 | 07/11/1988 | Virginia Slims of Chicago, Chicago                 | Tier III      | 250 000 $   | Moquette (int.) | Martina Navrátilová  | Chris Evert         | 6-2, 6-2      | Tableau |
| 60 | 07/11/1988 | Rainha Cup, Guarujá                                | Tier V        | 50 000 $    | Dur (ext.)      | Mercedes Paz         | Rene Simpson        | 7-5, 6-2      | Tableau |
| 61 | 14/11/1988 | Virginia Slims Championships, New York             | Masters       | 1 000 000 $ | Moquette (int.) | Gabriela Sabatini    | Pam Shriver         | 7-5, 6-2, 6-2 | Tableau |
| 62 | 28/11/1988 | Southern Cross Classic, Adélaïde                   | Tier V        | 100 000 $   | Dur (ext.)      | Jana Novotná         | Jana Pospíšilová    | 7-5, 6-4      | Tableau |

### Double
| No | Date       | Nom et lieu du tournoi                            | Catégorie     | Dotation    | Surface         | Vainqueures                         | Finalistes                             | Score           |         |
| -- | ---------- | ------------------------------------------------- | ------------- | ----------- | --------------- | ----------------------------------- | -------------------------------------- | --------------- | ------- |
| 1  | 28/12/1987 | Ariadne Classic Brisbane                          | Tier V        | 150 000 $   | Gazon (ext.)    | Betsy Nagelsen Pam Shriver          | Claudia Kohde-Kilsch Helena Suková     | 2-6, 7-5, 6-2   | Tableau |
| 2  | 04/01/1988 | New South Wales Open Sydney                       | Tier IV       | 200 000 $   | Gazon (ext.)    | Ann Henricksson C. Jolissaint       | Claudia Kohde-Kilsch Helena Suková     | 7-6, 4-6, 6-3   | Tableau |
| 3  | 11/01/1988 | Ford Australian Open Melbourne                    | G. Chelem     | 711 450 $   | Dur (ext.)      | Martina Navrátilová Pam Shriver     | Chris Evert Wendy Turnbull             | 6-0, 7-5        | Tableau |
| 4  | 25/01/1988 | Nutri-Metics Auckland                             | Tier V        | 50 000 $    | Dur (ext.)      | Patty Fendick Jill Hetherington     | Cammy MacGregor Cynthia MacGregor      | 6-2, 6-1        | Tableau |
| 5  | 01/02/1988 | Fernleaf Classic Wellington                       | Tier V        | 50 000 $    | Dur (ext.)      | Patty Fendick Jill Hetherington     | Belinda Cordwell Julie Richardson      | 6-3, 6-3        | Tableau |
| 6  | 08/02/1988 | Virginia Slims of Dallas Dallas                   | Tier III      | 250 000 $   | Moquette (int.) | Lori McNeil Eva Pfaff               | Gigi Fernández Zina Garrison           | 2-6, 6-4, 7-5   | Tableau |
| 7  | 15/02/1988 | Virginia Slims of California Oakland              | Tier III      | 250 000 $   | Moquette (int.) | Rosie Casals Martina Navrátilová    | Hana Mandlíková Jana Novotná           | 6-4, 6-4        | Tableau |
| 8  | 22/02/1988 | Virginia Slims of Oklahoma Oklahoma City          | Tier V        | 100 000 $   | Moquette (int.) | Jana Novotná Catherine Suire        | Catarina Lindqvist Tine Scheuer-Larsen | 6-4, 6-4        | Tableau |
| 9  | 22/02/1988 | Virginia Slims of Washington Fairfax              | Tier II       | 300 000 $   | Moquette (int.) | Martina Navrátilová Pam Shriver     | Gabriela Sabatini Helena Suková        | 6-3, 6-4        | Tableau |
| 10 | 29/02/1988 | Virginia Slims of Kansas Wichita                  | Tier V        | 100 000 $   | Dur (int.)      | Natalia Bykova Svetlana Cherneva    | Jana Novotná Catherine Suire           | 6-3, 6-4        | Tableau |
| 11 | 29/02/1988 | US Hard Court Championships San Antonio           | Tier IV       | 200 000 $   | Dur (ext.)      | Lori McNeil Helena Suková           | Rosalyn Fairbank Gretchen Rush         | 6-3, 6-7, 6-2   | Tableau |
| 12 | 07/03/1988 | Virginia Slims of Florida Boca Raton              | Tier II       | 300 000 $   | Dur (ext.)      | Katrina Adams Zina Garrison         | Claudia Kohde-Kilsch Helena Suková     | 4-6, 7-5, 6-4   | Tableau |
| 13 | 14/03/1988 | Lipton International Championships Miami          | Tier I        | 750 000 $   | Dur (ext.)      | Steffi Graf Gabriela Sabatini       | Gigi Fernández Zina Garrison           | 7-6, 6-3        | Tableau |
| 14 | 28/03/1988 | Eckerd Open Tampa                                 | Tier IV       | 200 000 $   | Terre (ext.)    | Terry Phelps Raffaella Reggi        | Cammy MacGregor Cynthia MacGregor      | 6-2, 6-4        | Tableau |
| 15 | 04/04/1988 | Family Circle Cup Hilton Head                     | Tier II       | 300 000 $   | Terre (ext.)    | Lori McNeil Martina Navrátilová     | Claudia Kohde-Kilsch Gabriela Sabatini | 6-2, 2-6, 6-3   | Tableau |
| 16 | 11/04/1988 | Suntory Japan Open Tokyo                          | Tier V        | 100 000 $   | Dur (ext.)      | Gigi Fernández Robin White          | Lea Antonoplis Barbara Gerken          | 6-1, 6-4        | Tableau |
| 17 | 11/04/1988 | Bausch & Lomb Championships Amelia Island         | Tier II       | 300 000 $   | Terre (ext.)    | Zina Garrison Eva Pfaff             | Katrina Adams Penny Barg               | 4-6, 6-2, 7-6   | Tableau |
| 18 | 18/04/1988 | Taipei International Championships Taïwan         | Tier V        | 50 000 $    | Moquette (int.) | Patty Fendick Ann Henricksson       | Belinda Cordwell Julie Richardson      | 6-2, 2-6, 6-2   | Tableau |
| 19 | 18/04/1988 | Singapore Open Singapour                          | Tier V        | 50 000 $    | Dur (ext.)      | Natalia Bykova Natalia Medvedeva    | Leila Meskhi Svetlana Cherneva         | 7-6, 6-3        | Tableau |
| 20 | 18/04/1988 | Virginia Slims of Houston Houston                 | Tier III      | 250 000 $   | Terre (ext.)    | Katrina Adams Zina Garrison         | Lori McNeil Martina Navrátilová        | 6-7, 6-2, 6-4   | Tableau |
| 21 | 25/04/1988 | Citta di Taranto Tarente                          | Tier V        | 50 000 $    | Terre (ext.)    | Andrea Betzner Claudia Porwik       | Laura Garrone Helen Kelesi             | 6-1, 6-2        | Tableau |
| 22 | 25/04/1988 | International Championships of Spain Barcelone    | Tier V        | 50 000 $    | Terre (ext.)    | Iva Budařová Sandra Wasserman       | Anna-Karin Olsson María José Llorca    | 1-6, 6-3, 6-2   | Tableau |
| 23 | 25/04/1988 | Pan Pacific Open Tokyo                            | Tier III      | 250 000 $   | Moquette (int.) | Pam Shriver Helena Suková           | Gigi Fernández Robin White             | 4-6, 6-2, 7-6   | Tableau |
| 24 | 02/05/1988 | Italian Open Rome                                 | Tier IV       | 200 000 $   | Terre (ext.)    | Jana Novotná Catherine Suire        | Jenny Byrne Janine Thompson            | 6-3, 4-6, 7-5   | Tableau |
| 25 | 09/05/1988 | German Open Berlin                                | Tier I        | 300 000 $   | Terre (ext.)    | Isabelle Demongeot Nathalie Tauziat | Claudia Kohde-Kilsch Helena Suková     | 6-2, 4-6, 6-4   | Tableau |
| 26 | 16/05/1988 | European Open Genève                              | Tier V        | 100 000 $   | Terre (ext.)    | C. Jolissaint Dinky Van Rensburg    | Maria Lindström Claudia Porwik         | 6-1, 6-3        | Tableau |
| 27 | 16/05/1988 | Internationaux de Strasbourg Strasbourg           | Tier V        | 100 000 $   | Terre (ext.)    | Manon Bollegraf Nicole Provis       | Jenny Byrne Janine Thompson            | 7-5, 6-7, 6-3   | Tableau |
| 28 | 23/05/1988 | Roland-Garros Paris                               | G. Chelem     | 1 488 000 $ | Terre (ext.)    | Martina Navrátilová Pam Shriver     | Claudia Kohde-Kilsch Helena Suková     | 6-2, 7-5        | Tableau |
| 29 | 06/06/1988 | Dow Chemical Classic Birmingham                   | Tier V        | 150 000 $   | Gazon (ext.)    | Larisa Savchenko Natasha Zvereva    | Leila Meskhi Svetlana Cherneva         | 6-4, 6-1        | Tableau |
| 30 | 13/06/1988 | Pilkington Glass Championships Eastbourne         | Tier III      | 250 000 $   | Gazon (ext.)    | Eva Pfaff Elizabeth Smylie          | Belinda Cordwell Dinky Van Rensburg    | 6-3, 7-6        | Tableau |
| 31 | 20/06/1988 | The Championships Wimbledon                       | G. Chelem     | 1 717 085 $ | Gazon (ext.)    | Steffi Graf Gabriela Sabatini       | Larisa Savchenko Natasha Zvereva       | 6-3, 1-6, 12-10 | Tableau |
| 32 | 04/07/1988 | Volvo Cup Båstad                                  | Tier V        | 75 000 $    | Terre (ext.)    | Sandra Cecchini Mercedes Paz        | Linda Ferrando Silvia La Fratta        | 6-0, 6-2        | Tableau |
| 33 | 11/07/1988 | Nice Open Nice                                    | Tier V        | 100 000 $   | Terre (ext.)    | Catherine Suire Catherine Tanvier   | Isabelle Demongeot Nathalie Tauziat    | 6-4, 4-6, 6-2   | Tableau |
| 34 | 11/07/1988 | Belgian Open Bruxelles                            | Tier V        | 75 000 $    | Terre (ext.)    | Mercedes Paz Tine Scheuer-Larsen    | Katerina Maleeva Raffaella Reggi       | 7-6, 6-1        | Tableau |
| 35 | 11/07/1988 | Virginia Slims of Newport Newport (RI)            | Tier IV       | 200 000 $   | Gazon (ext.)    | Rosalyn Fairbank Barbara Potter     | Gigi Fernández Lori McNeil             | 6-4, 6-3        | Tableau |
| 36 | 18/07/1988 | OTB Open Schenectady                              | Tier V        | 50 000 $    | Dur (ext.)      | Ann Henricksson Julie Richardson    | Lea Antonoplis Cammy MacGregor         | 6-3, 3-6, 7-5   | Tableau |
| 37 | 18/07/1988 | Aix-en-Provence                                   | Tier V        | 100 000 $   | Terre (ext.)    | Nathalie Herreman Catherine Tanvier | Sandra Cecchini Arantxa Sánchez        | 6-4, 7-5        | Tableau |
| 38 | 25/07/1988 | Northern California Open Aptos                    | Tier V        | 50 000 $    | Dur (ext.)      | Lise Gregory Ronni Reis             | Patty Fendick Jill Hetherington        | 6-3, 6-4        | Tableau |
| 39 | 25/07/1988 | Citizen Cup Hambourg                              | Tier IV       | 200 000 $   | Terre (ext.)    | Jana Novotná Tine Scheuer-Larsen    | Andrea Betzner Judith Wiesner          | 6-4, 6-2        | Tableau |
| 40 | 01/08/1988 | Virginia Slims of San Diego San Diego             | Tier V        | 100 000 $   | Dur (ext.)      | Patty Fendick Jill Hetherington     | Betsy Nagelsen Dinky Van Rensburg      | 7-6, 6-4        | Tableau |
| 41 | 01/08/1988 | Athen Greece Athènes                              | Tier V        | 75 000 $    | Terre (ext.)    | Sabrina Goleš Judith Wiesner        | Silke Frankl Sabine Hack               | 7-5, 6-0        | Tableau |
| 42 | 01/08/1988 | Pringles Light Classic Cincinnati                 | Tier III      | 250 000 $   | Dur (ext.)      | Beth Herr Candy Reynolds            | Lindsay Bartlett Helen Kelesi          | 4-6, 7-6, 6-1   | Tableau |
| 43 | 08/08/1988 | Vitosha The New Otani Sofia                       | Tier V        | 100 000 $   | Dur (int.)      | Conchita Martínez Barbara Paulus    | Sabrina Goleš Katerina Maleeva         | 1-6, 6-1, 6-4   | Tableau |
| 44 | 08/08/1988 | Virginia Slims of Los Angeles Los Angeles         | Tier II       | 300 000 $   | Dur (ext.)      | Patty Fendick Jill Hetherington     | Gigi Fernández Robin White             | 7-6, 5-7, 6-4   | Tableau |
| 45 | 15/08/1988 | Player’s Canadian Open Montréal                   | Tier II       | 300 000 $   | Dur (ext.)      | Jana Novotná Helena Suková          | Zina Garrison Pam Shriver              | 7-6, 7-6        | Tableau |
| 46 | 22/08/1988 | United Jersey Bank Classic Mahwah                 | Tier IV       | 200 000 $   | Dur (ext.)      | Jana Novotná Helena Suková          | Gigi Fernández Robin White             | 6-3, 6-2        | Tableau |
| 47 | 29/08/1988 | US Open Flushing Meadows                          | G. Chelem     | 1 937 333 $ | Dur (ext.)      | Gigi Fernández Robin White          | Patty Fendick Jill Hetherington        | 6-4, 6-1        | Tableau |
| 48 | 12/09/1988 | Virginia Slims of Arizona Phoenix                 | Tier V        | 100 000 $   | Dur (ext.)      | Elise Burgin Rosalyn Fairbank       | Beth Herr Terry Phelps                 | 6-7, 7-6, 7-6   | Tableau |
| 49 | 19/09/1988 | Clarins Open Paris                                | Tier V        | 50 000 $    | Terre (ext.)    | Alexia Dechaume Emmanuelle Derly    | Louise Field Nathalie Herreman         | 6-0, 6-2        | Tableau |
| 50 | 20/09/1988 | Olympics Séoul                                    | J. olympiques | NC          | Dur (ext.)      | Zina Garrison · Pam Shriver         | Jana Novotná · Helena Suková           | 4-6, 6-2, 10-8  | Tableau |
| 51 | 03/10/1988 | Virginia Slims of New Orleans La Nouvelle-Orléans | Tier III      | 250 000 $   | Dur (ext.)      | Beth Herr Candy Reynolds            | Lori McNeil Betsy Nagelsen             | 6-4, 6-4        | Tableau |
| 52 | 10/10/1988 | Honda Classic San Juan                            | Tier IV       | 75 000 $    | Dur (ext.)      | Patty Fendick Jill Hetherington     | Gigi Fernández Robin White             | 6-4, 6-2        | Tableau |
| 53 | 10/10/1988 | Porsche Grand Prix Filderstadt                    | Tier III      | 250 000 $   | Dur (int.)      | Iwona Kuczyńska Martina Navrátilová | Raffaella Reggi Elna Reinach           | 6-1, 6-4        | Tableau |
| 54 | 17/10/1988 | Virginia Slims of Nashville Nashville             | Tier V        | 100 000 $   | Dur (int.)      | Jenny Byrne Janine Thompson         | Elise Burgin Rosalyn Fairbank          | 7-5, 6-7, 6-4   | Tableau |
| 55 | 17/10/1988 | European Indoors Zurich                           | Tier IV       | 200 000 $   | Moquette (int.) | Isabelle Demongeot Nathalie Tauziat | Claudia Kohde-Kilsch Helena Suková     | 6-3, 6-3        | Tableau |
| 56 | 24/10/1988 | Virginia Slims of Indianapolis Indianapolis       | Tier V        | 100 000 $   | Dur (int.)      | Larisa Savchenko Natasha Zvereva    | Katrina Adams Zina Garrison            | 6-2, 6-1        | Tableau |
| 57 | 25/10/1988 | Brighton International Brighton                   | Tier III      | 250 000 $   | Moquette (int.) | Lori McNeil Betsy Nagelsen          | Isabelle Demongeot Nathalie Tauziat    | 7-6, 2-6, 7-6   | Tableau |
| 58 | 31/10/1988 | Virginia Slims of New England Worcester           | Tier II       | 300 000 $   | Moquette (int.) | Martina Navrátilová Pam Shriver     | Gabriela Sabatini Helena Suková        | 6-3, 3-6, 7-5   | Tableau |
| 59 | 07/11/1988 | Virginia Slims of Chicago Chicago                 | Tier III      | 250 000 $   | Moquette (int.) | Lori McNeil Betsy Nagelsen          | Larisa Savchenko Natasha Zvereva       | 6-4, 3-6, 6-4   | Tableau |
| 60 | 07/11/1988 | Rainha Cup Guarujá                                | Tier V        | 50 000 $    | Dur (ext.)      | Bettina Fulco Mercedes Paz          | Carin Bakkum Simone Schilder           | 6-3, 6-4        | Tableau |
| 61 | 14/11/1988 | Virginia Slims Championships New York             | Masters       | 1 000 000 $ | Moquette (int.) | Martina Navrátilová Pam Shriver     | Larisa Savchenko Natasha Zvereva       | 6-3, 6-4        | Tableau |
| 62 | 25/11/1988 | World Doubles Championships Tokyo                 |               | 250 000 $   | Moquette (int.) | Katrina Adams Zina Garrison         | Gigi Fernández Robin White             | 7-5, 7-5        | Tableau |
| 63 | 28/11/1988 | Southern Cross Classic Adélaïde                   | Tier V        | 100 000 $   | Dur (ext.)      | Sylvia Hanika Claudia Kohde-Kilsch  | Lori McNeil Jana Novotná               | 7-5, 6-7, 6-4   | Tableau |

### Double mixte
| No | Date       | Nom et lieu du tournoi         | Catégorie | Dotation    | Surface      | Vainqueures                    | Finalistes                        | Score         |         |
| -- | ---------- | ------------------------------ | --------- | ----------- | ------------ | ------------------------------ | --------------------------------- | ------------- | ------- |
| 1  | 11/01/1988 | Ford Australian Open Melbourne | G. Chelem | 711 450 $   | Dur (ext.)   | Jana Novotná Jim Pugh          | Martina Navrátilová Tim Gullikson | 5-7, 6-2, 6-4 | Tableau |
| 2  | 23/05/1988 | Roland-Garros Paris            | G. Chelem | 1 488 000 $ | Terre (ext.) | Lori McNeil Jorge Lozano       | Brenda Schultz Michiel Schapers   | 7-5, 6-2      | Tableau |
| 3  | 20/06/1988 | The Championships Wimbledon    | G. Chelem | 1 717 085 $ | Gazon (ext.) | Zina Garrison Sherwood Stewart | Gretchen Rush Kelly Jones         | 6-1, 7-6      | Tableau |
| 4  | 29/08/1988 | US Open Flushing Meadows       | G. Chelem | 1 937 333 $ | Dur (ext.)   | Jana Novotná Jim Pugh          | Elizabeth Smylie Patrick McEnroe  | 7-5, 6-3      | Tableau |

### Podiums aux Jeux olympiques de Séoul
| Épreuve      | Or                        | Argent                     | Bronze                          | Bronze                           |
| Simple dames | Steffi Graf               | Gabriela Sabatini          | Zina Garrison                   | Manuela Maleeva                  |
| Double dames | Pam Shriver Zina Garrison | Jana Novotná Helena Suková | Elizabeth Smylie Wendy Turnbull | Steffi Graf Claudia Kohde-Kilsch |

## Classements de fin de saison
| Rang | Joueuse             |
| ---- | ------------------- |
| 1    | Steffi Graf         |
| 2    | Martina Navrátilová |
| 3    | Chris Evert         |
| 4    | Gabriela Sabatini   |
| 5    | Pam Shriver         |
| 6    | Manuela Maleeva     |
| 7    | Natasha Zvereva     |
| 8    | Helena Suková       |
| 9    | Zina Garrison       |
| 10   | Barbara Potter      |

| Rang | Joueuse              |
| ---- | -------------------- |
| 1    | Martina Navrátilová  |
| 2    | Pam Shriver          |
| 3    | Gabriela Sabatini    |
| 4    | Steffi Graf          |
| 5    | Helena Suková        |
| 6    | Gigi Fernández       |
| 7    | Zina Garrison        |
| 8    | Claudia Kohde-Kilsch |
| 9    | Larisa Savchenko     |
| 10   | Lori McNeil          |

## Coupe de la Fédération
| Date     | Lieu                     | Surf.      | Vainqueur                                                   | Finaliste                        | Score |         |
| 04/12/88 | Melbourne, Flinders Park | Dur (ext.) | Jana Novotná Jana Pospíšilová Radka Zrubáková Helena Suková | Larisa Savchenko Natasha Zvereva | 2-1   | Tableau |

## Wightman Cup
Épreuve conjointement organisée par l'United States Tennis Association et la Lawn Tennis Association.
| Date | Lieu | Vainqueur  | Finaliste   | Score |
|      |      | États-Unis | Royaume-Uni |       |

## Sources
- (en) WTA Tour : site officiel
- (en) [PDF] WTA Tour : palmarès complet 1971-2011